# Smradovna
Smradovna je přírodní památka v okrese Kladno. Byla vyhlášena 10. června 2014 v údolích Zichoveckého a Samotínského potoka severozápadně od obce Bílichov. V těsné blízkosti severní hranice se nalézá národní přírodní památka Cikánský dolík.
Chráněné území o rozloze 155,6 hektarů se nachází v nadmořské výšce 337–423 metrů. Cílem ochrany je zamezení nepříznivých vlivů, které působí na významná stanoviště s výskytem vzácných a ohrožených druhů. Předmětem ochrany jsou stanoviště s petrifikujícími prameny s tvorbou pěnovců, zásaditá slatiniště, středoevropské vápencové bučiny, staré acidofilní doubravy s dubem letním (Quercus robur), smíšené jasanovo-olšové lužní lesy temperátní a boreální Evropy a výskyt střevíčníku pantoflíčku (Střevíčník pantoflíček) a zvonovce liliolistého (Adenophora liliifolia).